# Кристал-Сіті (Техас)
Кристал-Сіті (англ. Crystal City) — місто (англ. city) в США, в окрузі Завала штату Техас. Населення — 6354 особи (2020).

## Географія
Кристал-Сіті розташований за координатами 28°41′28″ пн. ш. 99°49′32″ зх. д. / 28.69111° пн. ш. 99.82556° зх. д. (28.691130, -99.825631).  За даними Бюро перепису населення США в 2010 році місто мало площу 9,46 км², з яких 9,44 км² — суходіл та 0,02 км² — водойми.

## Демографія
Згідно з переписом 2010 року, у місті мешкало 7138 осіб у 2260 домогосподарствах у складі 1728 родин. Густота населення становила 755 осіб/км².  Було 2557 помешкань (270/км²).
Расовий склад населення:
| - 88,3 % — білих - 0,8 % — чорних або афроамериканців - 0,4 % — корінних американців - 0,1 % — вихідців з тихоокеанських островів - 9,1 % — осіб інших рас |

До двох чи більше рас належало 1,2 %. Частка іспаномовних становила 97,1 % від усіх жителів.
За віковим діапазоном населення розподілялося таким чином: 32,4 % — особи молодші 18 років, 54,5 % — особи у віці 18—64 років, 13,1 % — особи у віці 65 років та старші. Медіана віку мешканця становила 30,9 року. На 100 осіб жіночої статі у місті припадало 91,8 чоловіків;  на 100 жінок у віці від 18 років та старших — 90,8 чоловіків також старших 18 років.
Середній дохід на одне домашнє господарство  становив 38 389 доларів США (медіана — 28 722), а середній дохід на одну сім'ю — 40 075 доларів (медіана — 34 853). Медіана доходів становила 27 216 доларів для чоловіків та 19 792 долари для жінок. За межею бідності перебувало 31,7 % осіб, у тому числі 50,3 % дітей у віці до 18 років та 20,6 % осіб у віці 65 років та старших.
Цивільне працевлаштоване населення становило 2966 осіб. Основні галузі зайнятості: освіта, охорона здоров'я та соціальна допомога — 34,6 %, мистецтво, розваги та відпочинок — 14,4 %, науковці, спеціалісти, менеджери — 8,5 %, публічна адміністрація — 8,4 %.